# Epirrhoe divisa
Epirrhoe divisa là một loài bướm đêm trong họ Geometridae.